# Marilena Ansaldi
Maria Helena Ansaldi (São Paulo, 4 de novembro de 1934 – São Paulo, 9 de fevereiro de 2021), foi uma bailarina, coreógrafa, autora, produtora e atriz brasileira. Foi a primeira bailarina do Teatro Municipal de São Paulo e dancou no balé Bolshoi como bailarina convidada. 
Foi a fundadora do Balé de Câmara do Estado de São Paulo (1966) e do Grupo de Dança Viva (1972 - São Paulo). Lançou sua autobiografia, "Marilena Ansaldi - ATOS - Movimento na vida e no palco", pela Editora Maltese através de Bolsa da Fundação Vitae em 1994. Em 2008, foi homenageada pelo projeto Figuras da Dança.  
Seu último trabalho foi o espetáculo "Depois", do Studio 3 Cia de Dança, em 2019, realizado aos 82 anos de idade. Morreu em São Paulo no dia 9 de fevereiro de 2021.

## Biografia
Maria Helena Ansaldi nasceu no dia 04 de novembro de 1934. Filha do cantor de ópera Paulo Ansaldi e da corista Maria Nazareth Silva, cresceu frequentando teatros e morando em hotéis. Paulo Ansaldi nasceu em 01 de março de 1900, na Sicília, na aldeia de Catânia. Ele, apesar de ser um excelente barítono, era também fascista e preconceituoso, como afirma sua filha.
Já Maria Nazareth, nasceu em 27 de novembro de 1900, no Acre. Sobre a personalidade da mãe, Marilena conta:
“Era muito independente, e foi a primeira moça ‘de família’ a cortar o cabelo à la garçonne. [...] Essa personalidade forte e original não mudou ao longo de toda a sua vida. Nunca usou calças compridas, porque tinha horror a ver uma mulher vestida com esse tipo de roupa. Nenhuma moda a influenciou, até o fim da vida” (ANSALDI, Marilena, 1994, p.20 - 21)
Maria Nazareth Silva já tinha um filho de 7 anos quando conheceu Paulo Ansaldi em 1933 em uma temporada lírica no Teatro Municipal de São Paulo. Marilena foi gerada nessa temporada, em um navio entre Porto Alegre e Recife. O relacionamento dos pais, segundo Marilena Ansaldi, era bastante tóxico e agressivo principalmente por causa de ciúmes. O irmão de Marilena, Jack, sofreu bastante nesse ambiente. Isso porque, ele era um dos pontos centrais das discórdias entre Maria Nazareth e Paulo. Este não aceitava bem Jack, filho de outro homem e achava que Maria preferia o filho a ele e Marilena. Nazareth, por sua vez, reclamava que Paulo não tratava bem Jack. De acordo com a bailarina, a vida dela e do irmão melhorava em períodos em que seus pais cantavam na ópera:
“Só conseguíamos ser razoavelmente felizes, meu irmão e eu, durante as temporadas de ópera. Então eles brigavam menos, porque tinham de ser civilizados diante de outras testemunhas. E nós dois tínhamos mais liberdade, podíamos brincar dentro do teatro e assistir a todos os ensaios na maior liberdade.” (ANSALDI, Marilena, 1994, p.30)
Paulo Ansaldi era terminantemente contra a vocação da filha em ser bailarina. Porém, diante da obsessão de Marilena pela dança, o destino se opôs à vontade do pai. Aos 15 anos, escondida do pai, Marilena passa a fazer aulas de balé particulares com o bailarino Rafic Garzuzi para se preparar para o exame de admissão da Escola Municipal de Bailado. Em 1951, tornou-se aluna regular da Escola de Bailado. Porém, no mesmo ano, deixou esta Escola e passou a frequentar o curso de Maria Olenewa. Foi neste momento em que Paulo Ansaldi descobriu que a filha estava estudando dança e depois de conversar com Olenewa e ouvir que Marilena não tinha técnica suficiente para tornar-se uma bailarina razoável, ele a proíbe de dançar. Mas ela continua e eles deixam de se falar por um tempo.
Em 1952 fez o exame de seleção para entrar no Balé do IV Centenário, mas não foi aprovada, então voltou para a Escola de Bailado, agora com as técnicas da dança mais desenvolvidas. Em 1953 torna-se a primeira bailarina da Escola. No mesmo ano, dança Sweet Mascarade com Gil Saboya - de Marília Franco - e é efetivada como professora na Escola Municipal de Bailado, onde ficou até 1958, quando foi afastada por divergências internas. Por isso, viu-se obrigada a trabalhar dançando em boates. Jânio Quadros chegou a fechar a Escola de Bailado e colocar todos os funcionários na rua. Depois, com o fim da gestão de Jânio Quadros, a Escola de Bailado reabriu e, assim, Ansaldi e antigos professores foram readmitidos.
Em 1960, a artista entra para a União Cultural Brasil - URSS e passa a frequentar as palestras e debates sobre arte e política que aconteciam no Teatro de Arena de São Paulo. Em 1961 conheceu César Giorgi e sua mulher, Maria Paula. César era agente de companhias de dança e responsável por trazer, pela primeira vez, o Balé do Bolshoi para São Paulo. Em 1962, Marilena participou do Festival da Juventude em Helsinki, na Finlândia. No mesmo ano, ela viaja para a União Soviética para se apresentar e entra para o Balé Bolshoi. Em 1963, torna-se solista do Balé Bolshoi.
Ainda em 1963, em férias no Brasil, Ansaldi monta o espetáculo Francesca de Rimini, em que atuou com Joshey Leão (1927-1983) e Wilson de Almeida, para o programa Concertos Matinais, da TV Tupi. Em 1964, na Rússia, atua na ópera A Fonte de Baychisaray. Ela interpreta uma das principais personagens da peça, a Zarema, é cumprimentada pelo dirigente soviético Nikita Kruschev (1894-1971), que assiste ao espetáculo. No mesmo ano, a casa, no Brasil, onde Marilena morava com sua mãe e seu irmão, antes de ir para a Rússia, foi invadida por agentes do DOPS que queriam saber o que a bailarina estava fazendo na União Soviética. 
No dia 14 de Julho de 1964, Marilena chega à França. Lá ela começa a fazer aulas de graça na academia de dança parisiense Olga Verchinina; trabalha no filme estadunidense A corrida do século, com Tony Curtis e Natalie Wood; participa da filmagem do filme estadunidense Lady L, estrelado por Sophia Loren e dirigido por Peter Ustinov e faz duas participações especiais em um programa televisivo francês, apresentado pelo Alain Delon.
Em fevereiro de 1965, volta ao Brasil. Neste ano, a bailarina dá entrevistas para o programa da Hebe Camargo e para o da Bibi Ferreira e, também, dá uma entrevista ao jornal O Estado de São Paulo, em que o jornalista e crítico teatral Sábato Magaldi era o entrevistador. Em 08 de novembro de 1965, casou-se com o Sábato Magaldi (1927 - 2016), o qual foi seu segundo esposo. O primeiro casamento de Marilena foi com um homem que trabalhava de corretor, chamado Gerson, o qual era bastante agressivo e viciado em cocaína, o que fazia com que a relação entre eles fosse bastante conturbada. Ainda em 1965, Ansaldi ganha o prêmio de melhor bailarina clássica da Associação Paulista de Imprensa e participa de espetáculos de balé moderno dirigidos pela coreógrafa francesa Renée Gumiel (1913-2006).
Em 1966, Marilena cria o Balé de Câmara - grupo de caráter experimental - com Victor Austin, Peter Hayden e Márika Gidali. Além disso, ela coreografa e dança Vestido de Noiva, um neoclássico baseado na peça de Nelson Rodrigues (1912-1980); dança Leidy Macbeth, Forma Quatro, Huis Clos e Aranha, de Renée Gumiel e dança Movimentos e Linhas e Finale, de Victor Aukstin.
Em 1967, coreografa o musical Isso Devia Ser Proibido, de Walmor Chagas e Bráulio Pedroso (1931-1990) e, em 1968, cria a Sociedade Ballet de São Paulo. Em 1969, participa do I Festival Paulista de Dança, dançando Apollon Musagè te, de George Balanchine (1904-1983). No ano seguinte, ela coreografa A Recusa, para o Ballet Stagium, O Quadrado, Por quê? e Spartacus, exibidos na TV Cultura.
Em 1972, passa a dar aulas de balé em sua própria casa. Neste ano, ela coreografa várias peças nesse ano como: O Impacto, Memórias de um Sargento de Milícias, Fernando Pessoa e A Viagem. Ela, inclusive, recebeu o prêmio de melhor coreografia teatral da Associação Paulista de Críticos de Arte (APCA) pelo espetáculo A Viagem.
Em 1973, despede-se do balé clássico, dançando O Corsário, de Gil Saboya. Neste ano ela atua como representante da área de dança no Conselho Estadual de Cultura e também ganha o prêmio de melhor coreógrafa teatral de 1973. No ano de 1974, ela recebeu o prêmio Mambembe por melhor espetáculo e o prêmio Associação Paulista dos Críticos de Arte (APCA) de melhor atriz. Em 1975, o espetáculo Isso ou Aquilo conquista o prêmio Associação Paulista de Críticos de Artes (APCA), o prêmio Molière e o prêmio Governador do Estado de São Paulo. Em 1977, Isso ou Aquilo é apresentado no Festival Mundial de Teatro em Nancy, na França. No mesmo ano, há a criação da obra Escuta, Zé! sob a direção de Celso Nunes.
Em 1978, ocorreu uma grande desavença entre o elenco de Escuta, Zé! em que o bailarino João Maurício chega a empurrar Marilena em cena no Rio de Janeiro (RJ). A desavença se estendeu até o fim da temporada da peça em Porto Alegre e culminou no fim da peça algumas semanas depois. Um mês depois da temporada em Porto Alegre, morre o irmão de Marilena, o Jack, por causa de um carcinoma maligno enraizado no maxilar. Depois da morte do irmão, Marilena tornou-se ainda mais inquieta, não quis mais viver uma relação que não fosse movida pela paixão, precisava mudar radicalmente de vida. Por isso, depois de muita conversa com Sábato Magaldi, resolveram romper o casamento.
Ainda em 1978, Ansaldi escreve, atua e produz a peça Fundo de Olho com direção de Celso Nunes e atuações de Paulo Herculano, Zilah Vergueiro e Augusto Rocha. A ideia partiu dos livros de Richard Lang, nos quais o tema central era o estudo da família como ponto de origem da neurose e de todo o sofrimento psíquico.
Um ano depois, em 1979, ela cria a obra Um Sopro de Vida, com direção de José Possi Neto e coreografia de Victor Navarro. A peça foi baseada na obra de Clarice Lispector (1920-1977) e foi patrocinada pelo Banco Itaú. Foi o único espetáculo em que Marilena conseguiu algum patrocínio. Ela ganhou o prêmio de melhor atriz do ano na Associação Paulista dos Críticos de Arte - iluminação, coreografia, sonorização e direção do espetáculo Um Sopro de Vida.
Em 1980, a bailarina escreve o roteiro, atua e produz o musical Geni - com texto de Chico Buarque e José Possi Neto, sob a direção de Possi - e, também, remonta Escuta, Zé! e excursiona com a peça pelo interior de São Paulo. Ela, inclusive, foi obrigada a pedir demissão da Escola Municipal de Bailado para poder apresentar a remontagem de Escuta, Zé! pelo Brasil. Marilena havia pedido uma licença sem vencimentos pelo prazo de um ano, direito o qual ela tinha depois de 24 anos de trabalho na escola. O pedido havia corrido normalmente dentro da Secretaria Municipal de Cultura até chegar às mãos de Mário Chamie, então Ministro Municipal da Cultura.  Ele ligou para Marilena informando que não lhe daria a licença e dizendo que ou ela ficava ou saía da escola. Então, ela saiu ou então seria exonerada por faltas. Em 1982, Marilena apresenta Picasso e Eu - direção de José Possi Neto. Nesse espetáculo, o texto, a concepção, a cenografia, a coreografia, a trilha sonora, os figurinos e a interpretação são da própria Marilena Ansaldi.
Em 1983, inaugurou um restaurante chamado Ansaldi's junto com uma amiga, a Olga, porém, foi obrigada, por Helena - irmã de Olga -, a deixar o restaurante, o qual passou a se chamar Colomba. No mesmo ano, Marilena cria a obra Se, com direção de Roberto Galizia (1952-1985), a qual aborda a condição da mulher na sociedade. Em 1987, estreia no Teatro Igreja, o solo Hamletmachine - do dramaturgo alemão Heiner Müller (1929-1995), com direção de Márcio Aurélio (1948) - e recebe prêmio Governador do Estado de melhor atriz pela atuação nesta obra. No dia 06 de Setembro de 1987, morre a mãe de Marilena, Maria Nazareth Silva e, no dia 21 de Maio de 1990 morre o pai de Marilena, Paulo Ansaldi.
Em 1989, um ano antes da morte do pai, Marilena cria o espetáculo A Paixão Segundo G.H., dirigido por Cibele Forjaz (1966). Em 23 de dezembro de 1989, a bailarina é reintegrada como professora à Escola Municipal de Bailado. Ansaldi escreve sua autobiografia Atos - Movimento na vida e no palco em 1900 e o livro foi publicado pela editora Maltese em 1994. Em 1991, interpreta a obra Clitemnestra, da escritora belga Marguerite Yourcenar (1903-1987), dirigida por Antônio Araújo (1966). A atuação de Ansaldi nessa peça resultou no prêmio de melhor atriz do ano - através da Associação Paulista Críticos de Arte. Depois disso, ela se afasta dos palcos pelos próximos 12 anos por causa de excesso de trabalho ininterrupto. Em 1993, participou do seriado Retrato de Mulher, da TV Globo e em 1995, atuou na novela Cara & Coroa, também da TV Globo. 
Em 2005, Marilena retorna sua carreira nos palcos com Desassossego, obra dirigida por Márcio Aurélio, em que ela atua e escreve o roteiro. Em 2008, é entrevistada na série Figuras da Dança da TV Cultura. Em 2011, dança no videoclipe Te Amo, da Vanessa da Mata, dirigido por Wagner Moura. Em 2015, fez uma participação especial na obra teatral Paixão e Fúria - Callas, o Mito, dirigida por José Possi Neto. Em 2016, dança a obra Orpheus, ao lado da Vera Lafer e da Studio3 Cia. de Dança, com direção de José Possi Neto e coreografia de Anselmo Zolla. E, em 2019, encerra sua carreira atuando no espetáculo Depois, da Studio 3 Cia de Dança, com direção teatral de William Pereira e musical de Felipe Venâncio.
Marilena Ansaldi morre no dia 09 de fevereiro de 2021, aos 86 anos, por causa de complicações pulmonares. 

## Trabalhos como bailarina
- Todo repertório clássico como primeira bailarina do Teatro Municipal de São Paulo.
- 1962 - Dom Quixote - Teatro Bolshoi - Moscou
- 1964 - A Fonte de Batissaraia (Zarema) - Teatro Bolshoi - Moscou
- 1966 - Vestido de Noiva - Nelson Rodrigues - Balé de Câmara de São Paulo

## Trabalhos autorais de dança-teatro de Marilena Ansaldi (intérprete, roteirista e produtora)
- 1975 - Isso ou Aquilo - Direção: Iacov Hillel
- 1976 - Por Dentro / Por Fora - Direção: Iacov Hillel
- 1977 - Escuta, Zé Ninguém - Direção: Celso Nunes
- 1978 - Fundo de Olho - Direção: Celso Nunes
- 1979 - Um Sopro de Vida - Direção: José Possi Neto
- 1980 - Geni - Direção: José Possi Neto
- 1982 - Picasso e Eu - Direção: José Possi Neto
- 1982 - Jogo de Cintura
- 1983 - Se - Direção: Roberto Gallizia
- 1984 - Grand Finalle
- 1987 - Hamletmachine - Direção: Márcio Aurélio
- 1989 - A Paixão Segundo G.H. - Direção: Cibele Forjaz
- 1991 - Clitemnestra - Direção: Antonio Araújo
- 2005 - Desassossego - Direção: Márcio Aurélio
- 2007 - A Metafísica do Amor - Direção: Márcio Aurélio
- 2016 - Orpheus - Direção: Anselmo Zolla
- 2017 - Paixão e Fúria, Callas, o Mito  - Direção: José Possi Neto
- 2019 - Depois de Tudo - Direção: Anselmo Zolla

## Trabalhos como coreógrafa
- Dama das Camélias, Teatro Municipal de São Paulo
- Vestido de Noiva, de Nelson Rodrigues, São Paulo
- A Casa de Bernarda Alba, de Garcia Lorca, Sociedade Ballet de São Paulo
- A Recusa, TV Cultura
- Medéia, corpo de baile de São Paulo
- Cenas de um Casamento, Teatro Municipal de São Paulo

## Prêmios
- Prêmio de melhor coreógrafa teatral São Paulo (1973)
- Prêmio Governador de São Paulo por Isso ou Aquilo (1975)
- Prêmio especial da APCA por Isso ou Aquilo (1975)
- Prêmio Molière por Isso ou Aquilo (1975)
- Festival Mundial de Teatro de Nancy - Isso ou Aquilo (1975)
- Melhor Atriz do ano pela APCA (1979)-Iluminação, Coreografia,Sonirização e Direção do espetáculo Um Sopro de Vida
- Troféu Mambembe - Um Sopro de vida (1979)
- Serviço Nacional de Teatro - Melhor espetáculo do ano - Um Sopro de Vida  (1979)
- Prêmio Molière de melhor atriz do ano por Hamletmachine (1987)
- Prêmio Governador do Estado - Melhor Atriz - Hamletmachine (1987)
- Prêmio de melhor atriz do ano da APCA por Clitemnestra (1991)

## Televisão
| Ano  | Título            | Papel          | Notas                                |
| ---- | ----------------- | -------------- | ------------------------------------ |
| 1995 | Cara & Coroa      | Guilhermina    |                                      |
| 1994 | Éramos Seis       | Madame Bulhões |                                      |
| 1993 | Retrato de Mulher | Marisa         | Episódio: " Era uma vez ... Luciana" |
| 1986 | Selva de Pedra    | Vivi           |                                      |
| 1984 | Rabo de Saia      | Magnólia       |                                      |